# Би-бап
Би-бап (енгл. bebop) је стил џез музике настао током раних четрдесетих као реакција против поплаве комерцијалне музике и популарних мелодија које су захватиле џез. Главни оснивачи су Дизи Гилеспи и Чарли Паркер. Би-бап је трансформисао џез, из музике за игру у модерну уметничку форму.
Би-бап се развио како је млађа генерација џез музичара проширила креативне могућности џеза изван популарног, плесно оријентисаног свинг стила са новом „музиком музичара“ која није била у великој мери плесна и захтевала је пажљиво слушање. Како би-бап није био намењен плесу, омогућио је музичарима да свирају у бржем темпу. Би-бап музичари су истраживали напредне хармоније, сложене синкопе, измењене акорде, продужене акорде, замене акорда, асиметрично фразирање и замршене мелодије. Би-бап групе су користиле ритам секције на начин који је проширио њихову улогу. Док је кључни ансамбл ере свинг музике био велики бенд од четрнаестак музичара који су свирали у стилу ансамбла, класична би-бап група је била мала комбинација која се састојала од саксофона (алт или тенор), трубе, клавира, гитаре, контрабас и бубњеви који свирају музику у којој је ансамбл имао помоћну улогу за солисте. Уместо да свирају јако аранжирану музику, би-бап музичари су обично свирали мелодију композиције (названу „глава“) уз пратњу ритам секције, након чега је следила деоница у којој је сваки од извођача импровизовао соло, а затим се враћао на мелодију на крају композиције.

## Етимологија
Термин „би-бап” је изведен из бесмислених слогова (вокабала) који се користе у скат певању; први познати пример употребе „би-бапа” био је у „Four or Five Times” Макинијевим берачима памука, снимљеном 1928. године. Поново се појављује у снимку из 1936. „I'se a Muggin'” Џека Тигардена. Варијација, „ри-бап”, појављује се у неколико снимака из 1939. године. Прво, познато штампано појављивање се такође догодило 1939. године, али је термин касније био мало коришћен све док се није применио на музику која је сада повезана са њим средином 1940-их. Телонијус Манк тврди да је оригинални наслов „Би-Бап” за његову композицију „52nd Street Theme”, порекло имена би-бап.
Неки истраживачи спекулишу да је то био термин који је користио Чарли Кристијан јер је звучао као нешто што је певушио док је свирао. Дизи Гилеспи је изјавио да је публика сковала име након што га је чула како преноси тада безимене композиције својим играчима и штампа га је на крају прихватила, користећи га као званични израз: „Људи, када су хтели да траже те бројеве, а не знају име, тражили би би-бап." Друга теорија је да су оно потиче од повика „Ариба! Ариба!” користиле латиноамеричке вође бендова тог периода да охрабре своје бендове. Понекад су се термини „би-бап” и „ри-бап” користили наизменично. До 1945, употреба „би-бап”/„ри-бап” као бесмислених слогова била је широко распрострањена у Р&Б музици, на пример у „Hey! Ba-Ba-Re-Bop” Лајонела Хамптона. Би-бап музичар или бапер постао је уобичајени лик у шалама 1950-их, преклапајући се са битником.

## Карактеристике
Би-бап се од ранијих стилова џез музике разликује како по напуштању ритмичког континуитета тако и по проширењу хармонских основа. Сада ритам секција више не обезбеђује равномерно пулсирање тактних делова, а појављују се неуобичајене акцентуације да допуне и истакну мелодијске фразе. Рад бубњара претвара се у снажно наглашавање на добошу и бас-бубњу, док чинеле својим непрекидним металним звечањем повезују све одломке. Пијаниста свира синкопиране акорде ради подстицања инспирације солисте. Једино басиста и дање одржава темпо. Што се тиче гитаре, она нестаје из ритам секције. Импровизација више за основу нема мелодију, како је било у традиционалном џезу, већ се као основа користи хармонска структура, која је у би-бапу много комплекснија. Много се више користе дисонантни интервали, хроматске пролазнице, алтеровани акорди и акордске супституције.

## Најзначајнији представници
- Кенонбол Едерли,[10][11][12] алт саксофон
- Клифорд Браун, труба
- Реј Браун, контрабас
- Чарли Кристијан, гитара
- Кени Кларк, бубањ
- Мајлс Дејвис, труба
- Кени Дорам, труба
- Дизи Гилеспи, труба
- Декстер Гордон,[13][14][15] тенор саксофон
- Бери Херис, клавир
- Перси Хит, контрабас
- Милт Џексон, вибрафон
- Џеј Џеј Џонсон, тромбон
- Дјук Џордан, клавир
- Џон Луис, клавир
- Чарлс Мингус, контрабас
- Телонијус Монк, клавир
- Фетс Наваро, труба
- Чарли Паркер, алт саксофон
- Чет Бејкер, труба
- Бад Пауел, клавир
- Макс Роуч, бубањ
- Сони Ролинс, тенор саксофон
- Сони Стит, тенор и алт саксофон